# Суніса Лі
Суніса Лі (нар. 9 березня 2003, Сент-Пол, Міннесота) — американська гімнастка. Олімпійська чемпіонка в багатоборстві, срібна призерка у командній першості, бронзова призерка на рівновисоких брусах Олімпійських ігор у Токіо, Японія. Чемпіонка світу в команді, призерка чемпіонату світу.

## Біографія
Народилась у Сент-Пол, Міннесота, у багатодітній родині Джона Лі та Ів Тхой, має п'ятьох братів та сестер: Шайні, Джона, Евіон, Лаккі, Ноа. Молодша сестра Евіон теж займається спортивною гімнастикою на регіональному рівні. Суніса належить до народу хмонги.
Після завершення в 2021 році школи Південного Сент-Полу планує навчатися в Обернському університеті, Алабама.
У серпні 2019 року батько Джон Лі, допомагаючи другові обрізати гілки дерев, впав, зламав ребра та пошкодив спинний мозок, через що став паралізованим від грудної клітини і нижче. Суніса думала про зупинку змагань, але батько наполіг на участі в Чемпіонаті США.

## Спортивна кар'єра
Тренується з шести років, у 8 років за рік перестрибнула одразу три рівні. Тренується у Джесс Граба та Елісон Лім.

#### 2019
Дебютувала в дорослій збірній США.
У березні отримала стресовий перелом гомілки.
Попри відновлення на 75-80 % та травму батька, посіла впевнено друге місце в багатоборстві після Сімони Байлз на чемпіонаті США зі спортивної гімнастики, а також додала до колекції золото на рівновисоких брусах та бронзу у вільних вправах.
На чемпіонаті світу 2019 року разом із Сімоною Байлз, Карою Ікер, Джейд Кері та Грейс Мак-Калум здобула золото в команді, срібло у вільних вправах та бронзу на різновисоких брусах.

#### 2021
На Зимовому кубку в лютому виконувала дві вправи: найкращий результат продемонструвала на різновисоких брусах — 15,050 балів, третій результат на колоді — 14,250 балів.
На Американській класиці виконувала виключно дві вправи через травму гомілки, яка заважала тренувати опорний стрибок та вільні вправи. Здобула перемогу у вправі на різновисоких брусах з результатом 15,200 балів та вправі на колоді зі сумою 14,550 балів.
На чемпіонаті США за підсумками двох днів посіла друге місце в багатоборстві з сумою 114,950 балів, здобувши перемогу на різновисоких брусах (15,300 та 14,900 балів). Успішно кваліфікувалась на олімпійські випробовування.
На олімпійських випробовуваннях в багатоборстві за сумою двох днів продемонструвала другий результат, однак випередила Сімону Байлс на 0,633 бала у другий день змагань. Також здобула перемоги на рівновисоких брусах та вправі на колоді. За підсумками турніру автоматично потрапила до складу збірної США на Олімпійські ігри в Токіо, Японія.
На Олімпійських іграх в Токіо, Японія, у фіналі командної першості після невдалого виконання стрибка та вимушеного зняття Сімони Байлс Суніса вимушена була виконувати додатково до різновисоких брусів та вправи на колоді вільні вправи, де продемонструвала найкращий у команді результат — 13,666 балів. Таким чином, спільно зі Сімоною Байлс, Джордан Чайлз та Грейс Мак-Калум набрали 166,096 балів та посіли друге місце, вперше з 2010 року програвши ОІ чи чемпіонати світу.

## Результати на турнірах
| Рік  | Змагання                         | КБ | ІБ | Опорний стрибок | Різновисокі бруси | Колода | Вільні вправи |
| ---- | -------------------------------- | -- | -- | --------------- | ----------------- | ------ | ------------- |
| 2019 | Трофей Єзоло                     | 1  | 1  |                 | 1                 | 3      | 1             |
| 2019 | Чемпіонат США                    |    | 2  |                 | 1                 |        | 3             |
| 2019 | Табір відбору на чемпіонат світу |    | 2  | 6               | 1                 | 2      | 2             |
| 2019 | Чемпіонат світу                  | 1  | 8  |                 | 3                 |        | 2             |
| 2021 | Зимовий кубок                    |    |    |                 | 1                 | 3      |               |
| 2021 | Американська класика             |    |    |                 | 1                 | 1      |               |
| 2021 | Чемпіонат США                    |    | 2  |                 | 1                 | 2      | 5             |
| 2021 | Олімпійське випробовування       |    | 2  |                 | 1                 | 1      | 9             |
| 2021 | Олімпійські ігри                 | 2  | 1  |                 | 3                 | 5      |               |
| 2024 | Олімпійські ігри                 | 1  | 3  |                 | 3                 | 6      |               |